# Ferromirum
Ferromirum é um gênero de tubarões que existiram durante o período Devoniano.